# Argí
Argí (grec antic: Ἄργυννος) va ser un eròmen d'Agamèmnon originari de Beòcia, descrit com a bell i jove. A la mitologia grega, Ateneu explica una història de com Agamèmnon va plorar la pèrdua del seu amic o amant Argynnus (Ἄργυννος ), un noi de Beòcia, quan es va ofegar al Cephisus river. El va enterrar , honrat amb una tomba i un santuari a Afrodita Argynnis. Aquest episodi també es troba a Clement d'Alexandria, a Stephen of Byzantium (Kopai i Argunnos), i a Propertius, III amb variacions menors.
Es deia que Argynnus era un príncep de Haliartus a Beòcia, un dels fills del rei Copreus i de la reina Pisidice.
Segons Ateneu, Liquimnios de Quios, en els seus Ditiràmbics, diu que Argynnus era un eromenos del déu Himeneu.

## Genealogia
Argí era fill de Pisídice, filla de Leucó i neta de Atamant. Es desconeix qui era son pare.

## Mite
Argí solia banyar-se al riu Cefís, i durant l'espera de la flota grega per a solcar cap a Troia en Àulida, Agamèmnon li va veure nu mentre es banyava, quedant completament corprés d'ell. Això no duraria molt, ja que Argí s'ofegaria en aquest mateix riu poc després. Plutarc recull que això va ser pel fet que Agamèmnon va tractar de seduir-li, i Argí, davant l'assetjament, es va suïcidar llançant-se al riu. Siga com siga, Agamèmnon va lamentar tant la pèrdua d'Argí que va construir un temple a Afrodita Arginis a la riba del Cefís en el seu honor. Properci explica que aquest dol va produir el retard del viatge a Troia, i Fanocles que va ser Afrodita la que va tallar els vents, ja que ella detestava les relaciones homosexuals; contrari a les versions tradicionals que diuen que el retard es va deure a la fúria d'Àrtemis generada per l'hibris d'Agamèmnon.
Argí també va ser amant d'Himeneu.